# Sršen
Sršen (znanstveno ime Vespa crabro) spada v družino os, je pa precej večji od navadne ose. Sršeni zgibajo v mirovanju sprednja krila v dve podolžni gubi. Samice so nekaj večje od samcev, ko so oplojene, začnejo stikati za drugimi žuželkami, gosenicami, metulji, čebelami in gradijo prava gnezda. Svoje satje zgradijo večnadstropno.
Navadno obdajo satje z več ovoji enakega gradiva, spodaj puščajo odprtino za vzlet in izlet. Svoje ličinke krmijo največ z mesom drugih ličink, same pa se hranijo z nektarjem.